# Isla Chikubu
Chikubu (竹生島 Chikubu-shima?) es una pequeña isla ubicada en la parte norte del lago Biwa de Japón. Es un lugar nacionalmente designado como Belleza Escénica y Lugar Histórico.
El litoral de la isla mide 2 km., Es la segunda isla más grande del lago Biwa, después de la isla de Oki (Oki-shima, una isla habitada). La isla es parte de Hazayaki-cho, en la ciudad de Nagahama de la Prefectura de Shiga.

## Importancia cultural

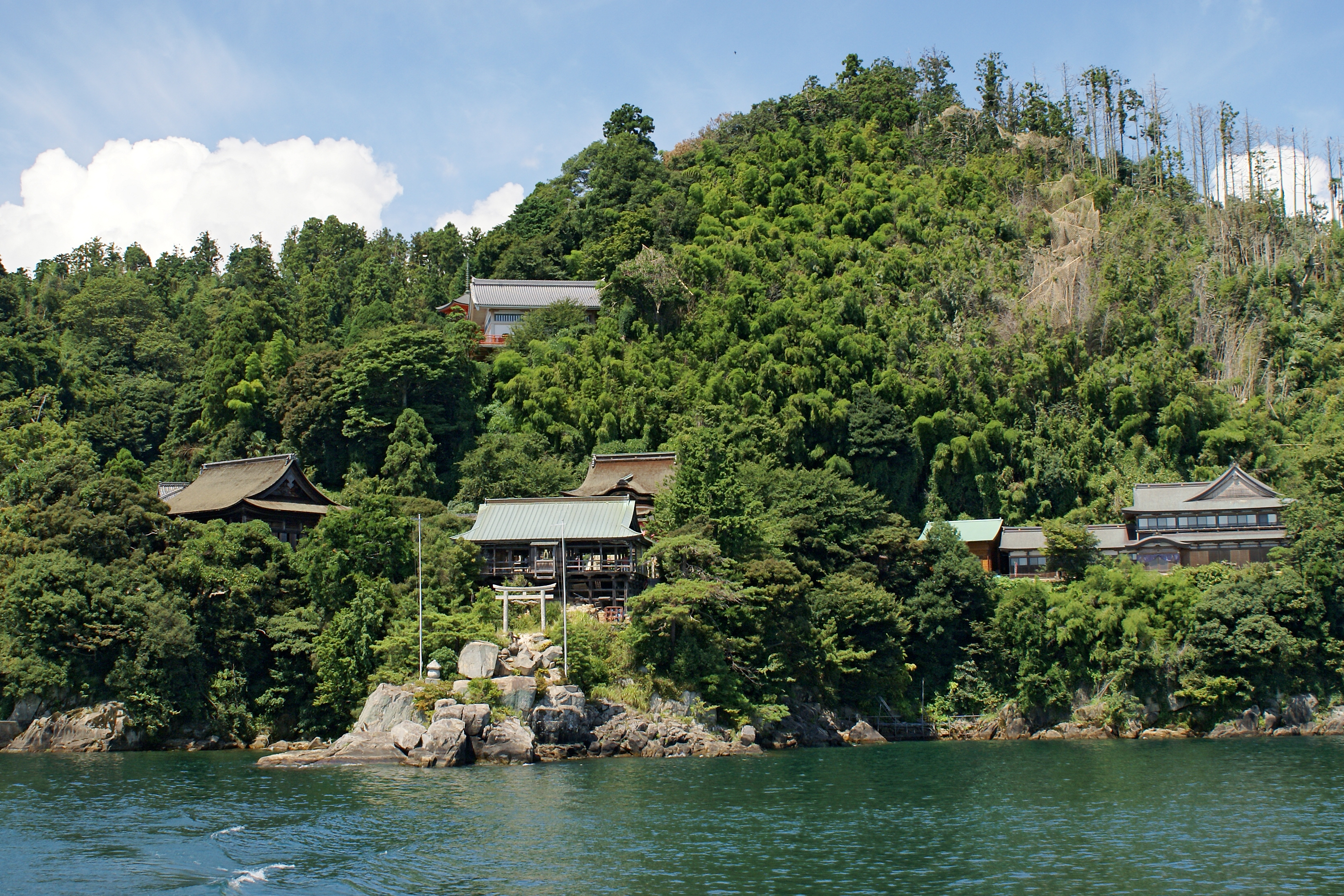
Isla Chikubu (Japón) Región: Kansai
Prefectura: Shiga
Ciudad: Nahagama

La isla también es llamada Isla de los Dioses y está designada como una de las Ocho Vistas del Lago Biwa. Varios trabajos de las artes escénicas japonesas se relacionan con Chikubu. Estos incluyen al Noh Chikubushima y el trabajo de Heike Biwa Chikubushima Mōde, dos melodìas para koto nombradas Chikubushima, un jōruri (itchūbushi), un nagauta, y un tokiwazu-bushi del mismo nombre.
Hay varios lugares de interés en la isla. En la parte sur está el Santuario Tsukubusuma, que se estableció en el año 420, y Hōgon-ji, un templo de Shingon que data del 724. Anteriormente conocido como Chikubu Benzai-ten, junto al Santuario de Enoshima en la región de Kantō y el Santuario Itsukushima en la Región Chūgoku, es uno de los Tres Grandes Santuarios Benzaiten de Japón. Muchas estructuras fueron traídas a la isla por Toyotomi Hideyori, hijo del general Toyotomi Hideyoshi. El hall Kannon y la puerta de estilo Karamon fueron traídos aquí desde la tumba (Toyokuni-byo; ahora Toyokuni Shrine) de Toyotomi Hideyoshi. Originalmente, se encontraban en la sala de Higashiyama de Kioto, y se consideran ejemplos excelentes de arquitectura del período Azuchi-Momoyama. Además, la puerta de Karamon es un tesoro nacional de Japón.
Durante el periodo Sengoku, los sirvientes de Azai Nagamasa confinaron a su padre Hisamasa en la isla de Chikubu, forzando su jubilación y estableciendo a Nagamasa como su sucesor.

## Lectura más lejana
- Watsky, Andrew Mark (2004). Chikubushima: Deploying the Sacred Arts in Momoyama Japan. University of Washington Press. ISBN 978-0-295-98327-1.
- The 100 Views of Nature in Kansai